# Skiba (Zawidów)
Skiba – peryferyjna część miasta Zawidów, położona na zachód od zawidowskiej starówki, wzdłuż ulicy Wilcza. Leży w pobliżu stacji kolejowej Wilka, należącej do wsi Wilka.